# Antonella De Cieri
Antonella De Cieri (Napoli, 1952 – Salerno, novembre 2002) è stata una filosofa italiana.

## Biografia
Studiosa del rapporto tra filosofia e scienze della vita in autori del primo Ottocento. Morì nel novembre del 2002 per le conseguenze di un incidente avvenuto il 23 settembre nel campus dell'Università degli studi di Salerno a Fisciano.

## Biblioteca personale
I libri della ricercatrice giunsero alla biblioteca del dipartimento di Filosofia dell'ateneo salernitano pochi mesi dopo la sua morte. Attualmente sono conservati presso la Biblioteca centrale Eduardo Renato Caianiello dell'Università di Salerno.
Il fondo librario, costituito da 3250 unità documentarie, comprendeva una raccolta sistematica di studi hegeliani e di filosofia marxista, consistenti sezioni di filosofia antica, psicologia e pedagogia, ma anche antropologia culturale, filosofia della mente, estetica e molti classici della letteratura riferibili in modo specifico alla poesia e al teatro. Molti i testi in edizioni di pregio ed in lingua originale.

## Opere
- Antonella De Cieri, La filosofia dell'organico in Hegel, in Atti dell'Accademia di scienze morali e politiche, vol. 89, 1978,  pp. 346-383.
- Otto Pöggeler, Hegel : l'idea di una fenomenologia dello spirito, a cura di Antonella De Cieri, Napoli, Guida, 1986, ISBN 88-7042-774-9.
- Antonella De Cieri, Il vitalismo nel 18. secolo e il rinnovamento del pensiero biologico: l'epigenesi in Wolff e Blumenbach, Napoli, Giannini, 1988.
- Johann Friedrich Blumenbach, Impulso formativo e generazione, a cura di Antonella De Cieri, Salerno, 10/17, 1992, ISBN 88-85651-37-2.
- Otto Pöggeler, Heidegger e la filosofia ermeneutica, a cura di Antonella De Cieri, Roma, L'officina tipografica, 1994, ISBN 88-85391-16-8.
- Antonella De Cieri, Presupposti aristotelici della filosofia dell'organico, in Atti dell'Accademia di scienze morali e politiche, vol. 111, 2000,  pp. 81-96.
- Antonella De Cieri, Filosofia e pensiero biologico in Hegel, Napoli, Luciano, 2002, ISBN 88-88141-41-3.